# 池田昌子
池田昌子（日语：／ Ikeda Masako，1939年1月1日—），日本女性配音員、演員、旁白。出身於東京府東京市小石川區（現東京都文京區）。東京俳優生活協同組合所屬。身高154cm。A型血。
她以擔任奧黛麗·赫本的日語配音和動畫《銀河鐵道999》裡的梅德爾而聞名。

## 經歷

### 職業生涯
池田昌子從小個性膽小、害羞，她的母親也為此擔心，小學5年級時，班導師建議「如果妳開始花時間在團體活動的話，情況可能會有所改善」，所以她參加了試鏡並加入了兒童合唱團。一開始她唱兒歌。之後，兒童合唱團開始出演音樂劇，並改為兒童劇團，這讓她進入了戲劇的世界，在後來的幾年裡，她回憶道「我意識到我喜歡唱歌和表演，而且無法停止」。
因此，她說自己小時候也沒有想過要找其他工作，只想當一名演員、一名好演員，由於她天生害羞，所以「表演更有趣」。
1949年，池田昌子作為童星出道，參演根據拼字書改編成電影的《風之子》（山本嘉次郎導演）。她作為配音員的首次亮相是在小學5年級時擔任學校廣播。之後開始為廣播劇配音。
東京都立北野高等學校畢業。
出道之初除了在舞台上表演之外，1953年在NHK播放的《牛若丸與辯慶》裡飾演牛若丸一角後，作為演員也開始出演電視劇。
從1969年起，她在富士電視台的《獅王主婦劇場》上負責NMC製作午間肥皂劇的要角，並與在那裡認識的副導演濱田紀政結婚。生完孩子後，她暫停了一段時間的活動，但因為想繼續工作，她又回到了配音工作。
在配音事業方面，她開始做現場錄音時，緊張到神經都被撕裂，有時回到家就睡著了。然而，在那之後，她開始做更多的配音工作，因為只用自己的聲音來扮演角色很有趣。當她喜歡上配音而演員的工作減少時，一位電視劇的製作人告訴她「配音畢竟是一條後街。作為一名演員，妳必須走在大街上」，她抗議道「就算是後街也沒關係！」「既然如此，我們就盡量避免被稱為後街吧」。從那時起，她就不再出現在公眾面前，決定專注於配音工作。
在劇團千鳥、劇團現代劇場、Fool Pool Pro、Group白蘿蔔、Seven Center、Sky Pro、同人舎Production工作後，1981年起加入東京俳優生活協同組合。

### 至今
2007年，池田獲頒第1屆聲優Awards功勞獎。
2020年，在東京動畫獎節上榮獲「動畫功勞部門」。

## 人物
音域：男中音、次女高音。除了許多高貴而神秘的角色外，她還演過許多角色，例如主角的母親。池田本身喜歡有某種神秘感的角色，所以也許其聲音品質適合她，但總的來說，有趣的是有這麼多這樣的角色。
她專門擔任奧黛麗·赫本、梅莉·史翠普的日語配音。起初，她主要活躍於海外影劇的日語配音，但在《網球甜心》擔任蝴蝶夫人的聲音之後，她也涉足動畫領域，並在《銀河鐵道999》為梅德爾獻聲。
近年來曾負責包括「綾鷹」的電視廣告和《不可能的∞世界》等許多旁白工作，並在圓覺寺等地舉辦朗讀會。
過去是政宗一成主持的言靈群團「夢吽空」的成員，也為年輕一代提供指導。
興趣：繪畫鑑賞、讀書、散步。

### 對工作的態度
許多從配音員正式確立之前就開始從事配音工作的人都認為「在沒有舞台工作的情況下只是副業」，池田是少數「一位頗有建樹的專業配音員」。
在準備角色的時候，池田非常重視劇本的閱讀。並沒有真的創造不同的聲音來扮演不同的角色，她認為讓角色的聲音自然地出來是最好的，因為她相信「重要的是角色的內心」。
至於聲音，受到本身健康和擔憂的影響，她說這是一件「非常誠實和敏感的事情」，很注重自己的身體狀況。
池田幫海外劇集做日語配音時，能有意識地捕捉扮演角色的女演員的表演甚至心理狀態，說這就是幻覺的樂趣，認為能夠融入並同化自己是一件很有趣的事。而在《朱門巧婦》幫伊麗莎白·泰勒配音時，說自己很喜歡這個女演員，但對自己而言這是最難的角色，因為在生理上包括呼吸根本不適合這個角色。
對於其聲迷，在其配音員的態度=在其方面非常的謙虛，在接受有關《銀河鐵道999》相關的採訪上，對於其配音員相關的工作「不想破壞其影迷心目中角色的印象」為其信念，所以很少露面。而近年來代表的作品有《超人力霸王梅比斯外傳 希卡利傳奇》的DVD影像特典中的配音員採訪部分，池田僅以聲音演出。但另一方面，她大致上並不會排斥在舞台上與旁白與介紹等方面露臉。 
關於近年來該領域，她表示由於技術進步，例如個人錄音和重新錄音的便利性，這是一個「好時代」，但也表示過去存在著「無法重新錄製部分內容的壓力」和「與共同主演和工作人員共同創作作品的團結感」，「自己掌握故事脈絡的感覺」。對於換了一個環境，不再需要作為演員所必需的緊張和堅持而感到很難過，她說「我仍然相信，如果一個演員演得很開心，那種激情就會透過銀幕傳遞給觀眾」「無論是好是壞，總而言之只要你喜歡這個作品，並且對它有熱愛和熱情…我認為以這種方式製作的作品應該會很有趣」。

## 逸事

### 銀河鐵道999
池田昌子在《銀河鐵道999》，包括電視動畫在內大多數的媒體扮演梅德爾多年。
昭和30年代，《銀河鐵道999》的作者松本零士看到在電視上播出的法國電影《我的青春》的日語配音版時，對於女主角瑪麗安的聲音非常中意，並依其印象開始設想梅德爾的聲音。後來松本將此事告知池田，並得知片中瑪麗安的聲音正是由池田擔任時，完全不知情的松本相當驚訝。
關於梅德爾，池田說「她是我的另一個自我，是我的一部分。她是我的孩子，我的父母，與我的直系親屬關係密切」「即使是現在，我也覺得我跟她住在一起」。她還表示，《銀河鐵道999》的作品本身就是一件「寶藏」，而且特別令人印象深刻，因為動畫工作相對較少。在這少數人中發現瞭如此精彩的作品。而梅德爾對我來說也是一個非常有吸引力的角色」。
在談到這個角色時，池田說「（梅德爾）她一定是個特殊的存在，就像神一樣。台詞是否充滿了生動的情感，是否傳達給觀眾？這是一連串的反思」。透露自己經歷了很多嘗試和錯誤，並說「我很愛她，這很困難，也很可怕。我認為還沒有完成」。
池田與跟她合作的野澤雅子有著親密的友誼，甚至在《銀河鐵道999》播出後，兩人仍然互相稱呼對方為和。並與飾演列車長的肝付兼太有著親密的友誼，三人還曾經一起去旅行。
她參加了2023年突然去世的松本零士的追思會，並與野澤雅子致悼詞。

### 奧黛麗·赫本
奧黛麗·赫本的配音由Fix獨家完成，其代表作為她贏得了「赫本的聲音是池田昌子」的外號。
她擔任赫本日語配音的第一部作品是《恩怨情天》，該片於1968年在朝日電視台的「週日洋片劇場」時段播出。起初，她只是零星地負責赫本的聲音，但從1970年代起，台上大部分電影節目的赫本都是由她負責，「赫本的聲音是池田」的形象就此確立。
對於赫本，池田表示「對我來說，她是不真實的。她是一個仙女，一個夢想」。池田也稱讚赫本是一位很容易扮演的女演員，說「我真的可以跟著她的表演。除了她以外，我從未與任何人有過這樣的經驗…。我認為她的情感是東方的，或者可能適合日本人」。
談到喜歡的赫本電影時，池田說「我都很喜歡！所有作品都很精彩」，其中她自己最喜歡的作品是《羅馬假期》。
《羅馬假期》每次在電視上播出或製作成影碟版本時都會重新錄製，迄今已被配音約5次。對於這部電影中的赫本，池田說「她的演技當然不錯，但我認為她的美麗來自於那個年齡所帶來的清爽和純真」「那種純真的美不是可以創造的」，她表示，如果之後要重新配音的話，她會交棒給下一位繼承。事實上，當初被小林守夫問到時，甚至談到了對自己的經歷感到疑惑說「我真的可以為這個人配音嗎？」，（約1995年錄製）之後池田被邀請參加影碟版本的配音時，她一度拒絕，但這一次是被要求為赫本的搭檔（葛雷哥萊·畢克）配音，她得知搭檔是以前跟自己合作的城達也擔任，覺得自己所幸有了一個出色的搭檔，因此決定繼續為赫本配音。另外，城達也也曾經表示《羅馬假期》是一部令人難忘的日語配音的電影，原因是「池田昌子女士的演技太棒了」。
《第凡內早餐》中有赫本演唱「月河」的場景，由於該片的日語配音版本使用的是原來的語言，所以赫本的歌聲和本身的聲音有一種不協調的感覺。在這前後的場景中，她都小心翼翼地不讓赫本的歌聲和自己的聲音沒有感到不協調。另外，由於唱歌場面是在台詞之後進行的，池田默默地和銀幕上的赫本一起唱歌，沒有發出聲音，以便兩人同步呼吸。
2009年，《黃昏之戀》DVD發行了全新日語配音的版本時，池田再度擔任當時20多歲的赫本。此時，已經70多歲的池田試圖拒絕這個提議，她認為這不可能了，但工作人員說「不，池田女士更好」，於是她別無選擇，又再擔任赫本的配音。
2022年，池田在紀錄片《奧黛麗》時隔一段時間再次擔任赫本的聲音。這次任命是基於參與製作的所有人的共識「至於奧黛麗，我們想請影迷們熟悉的池田昌子」，並且是日語配音製作本身的起點。關於這部紀錄片，池田表示「我們已經很久沒有重聚了，所以我很高興，但我也很緊張」，並補充道「她每個角色都充滿活力，所以我希望能感受到她與生俱來的自然力量和魅力」。

## 演出
粗體字表示主要角色。

### 電視動畫
1966年
- 森林大帝
- 原子小金剛 (1963年版)（日语：鉄腕アトム (アニメ第1作)）

1967年
- 緞帶騎士（艾洛斯）

1968年
- 佐武與市捕物控（日语：佐武と市捕物控）（阿蝶〈初代〉）

1969年
- 紅三四郎（日语：紅三四郎）（娜麗塔）
- 忍風卡姆伊外傳（日语：カムイ外伝#テレビアニメ）（寧寧[44]）

1972年
- 音部妖怪（日语：おんぶおばけ）（絹）
- 橡樹摩克（日语：樫の木モック）（妖精、公主）

1973年
- 網球甜心（1973年—1974年，龍崎麗香[45]）
- 荒野的少年神槍手（日语：荒野の少年イサム）

1976年
- 尋母三千里（西普莉安娜）

1978年
- 銀河鐵道999（梅德爾[46]）
- 新·網球甜心（龍崎麗香[47]）
- 佩琳物語（瑪麗·潘達伏萬〈佩琳的母親〉[48]）
- 星星王子 小王子（日语：星の王子さま プチ・プランス）（安娜）
- 魯邦三世 PART2（日语：ルパン三世 (TV第2シリーズ)）

1979年
- 新巨人之星II（咲坂洋子）
- 西頓動物記：小松鼠斑斑（兔子）
- 前髮太郎（日语：まえがみ太郎）（燕子托比[49]）

1980年
- 尼爾斯的不可思議之旅（1980年—1981年，尼爾斯的母親）
- 小婦人（日语：若草物語 (日生ファミリースペシャル)）（母親）

1982年
- 愛的奇蹟 諾曼醫生物語（日语：愛の奇蹟 ドクターノーマン物語）
- 太陽之子（薩巴）
- 帕塔里洛（日语：パタリロ!）（愛特蘭琪[50]）

1983年
- 停止!! 雲雀（春江）
- 聖戰士丹拜因（席琪·莫）

1984年
- 大自然的魔獸巴奇（久里濱）

1986年
- 鬼太郎 (第3作)（後神）
- 愛少女波麗安娜物語（露絲·卡魯）
- 青春動畫全集（日语：青春アニメ全集）（母親、姊姊）

1990年
- 三丁目的夕陽（鈴木一平的母親）
- 勇者鬥惡龍（莫拉的女王）

1992年
- 龍馬英雄（日语：お〜い!竜馬）（本幸）
- 亂馬½ 熱鬥篇（早乙女佳香（日语：早乙女のどか））

1995年
- 羅密歐的藍天（旁白）

1997年
- CLAMP學園偵探團（理事長）

1998年
- Weiß kreuz（天宮薰子）
- 魔法陣都市（巫由伽·立吉爾）

1999年
- 金田一少年之事件簿（朝木葉月）
- 仙界傳 封神演義（湯媽媽）
- 奇妙家庭變形豆（旁白）

2000年
- 櫻花大戰TV（真宮寺若菜）

2002年
- 彩夢芭蕾（橡樹的聲音）

2003年
- 坦克王（人）

2004年
- 宇宙交響詩美蒂露 銀河鐵道999外傳（日语：宇宙交響詩メーテル 銀河鉄道999外伝）（梅德爾〈黑白版〉）
- MONSTER（英國夫婦）

2005年
- 勇者王我王凱牙FINAL GRAND GLORIOUS GATHERING（聲音）

2006年
- 天使心（堀田的母親）
- xxxHOLiC（大樹）
- 名偵探柯南（幸田文江）

2007年
- 偶像大師 XENOGLOSSIA（黛兒·羅）
- 風之少女艾蜜莉（蘿拉·墨瑞[51]）
- 藍蘭島漂流記（鈴蘭〈鈴的母親〉）
- Myself; Yourself（八代菜菜香的伯母）

2009年
- 你好 安妮 ～Before Green Gables（旁白）

2010年
- 刀語（旁白）

2011年
- 日常（旁白）

2012年
- 宇宙兄弟（金子·莎朗）
- 魔術快斗（賽麗莎白·馬克西米利安·英格拉姆女王）

2013年
- HUNTER×HUNTER (2011年版)（女王[52]）

2018年
- 宇宙戰艦大和號2202 愛的戰士們（阿德爾希亞·德斯拉[53]）[b]

2020年
- [54]

### 電影動畫
1979年
- 劇場版 網球甜心（龍崎麗香[55]）
- 劇場版 銀河鐵道999 (The Galaxy Express 999)（梅德爾[56]）

1980年
- 銀河鐵道999：玻璃的克萊爾（梅德爾）
- 劇場版 奔向地球（伊麗莎修女）

1981年
- 再見了！銀河鐵道999：仙女座終點站（梅德爾[57]）

1982年
- 千年女王（克麗奧佩特拉）

1983年
- 幻魔大戰（日语：幻魔大戦 (映画)）（東三千子）
- 帕塔里洛：星塵計劃（日语：パタリロ!#劇場アニメ）（Jr.／伯恩[58]）

1985年
- 卡姆伊之劍（歐雅露露[59]）

1986年
- 火鳥 鳳凰篇（火鳥）

1987年
- 全送給大家了（日语：みんなあげちゃう）（間宮櫻子）

1990年
- 劇場版 魔法使莎莉（魔女赫耳墨斯）
- 劇場版 佩琳物語（瑪麗·潘達伏萬）

1991年
- 在後面的那個人是誰（日语：うしろの正面だあれ）（母親）
- 劇場版 魔法陣都市（巫由伽·立吉爾）

1992年
- 魔法陣都市2（巫由伽·立吉爾）

1996年
- 劇場版 X（司狼斗織[60]）
- 哆啦美與哆啦A夢七小子：機器人學校七大不可思議（瑪美14號）

1998年
- 銀河鐵道999：永恒幻想（梅德爾[61]）

2000年
- 機動戰士鋼彈 特別版（卡瑪麗亞·雷伊）
- 機動戰士鋼彈II：哀·戰士篇 特別版（卡瑪麗亞·雷伊）

### OVA
1987年
- 惡魔人 誕生篇（不動須彌子）
- 火鳥 宇宙篇（火鳥[62]）
- 火鳥 大和篇（火鳥[63]）

1988年
- 吸血姬美夕（美夕的母親）
- 妖精王（日语：妖精王）（麥布女王）

1990年
- 惡魔人 妖鳥死麗濡篇（不動須彌子）

1991年
- 貓·貓·幻想曲（日语：ねこ・ねこ・幻想曲）（樹村冴子）

1994年
- 亂馬½ 小茜VS亂馬 媽媽的味道由我守護！（早乙女佳香（日语：早乙女のどか））

1995年
- 無責任艦長泰勒（木暮夫人）

1997年
- 櫻花大戰 櫻華絢爛（真宮寺若菜）

1998年
- 銀河英雄傳說外傳 汙名（約翰娜·馮·巴賽爾）

1999年
- 櫻花大戰 轟華絢爛（真宮寺若菜）
- 宇宙海盜哈洛克傳奇 尼伯龍根的指環（日语：ニーベルングの指環 (漫画)）（梅德爾）

2000年
- 梅德爾傳奇（日语：メーテルレジェンド）（梅德爾〈黑白版〉）
- 勇者王我王凱牙 FINAL（聲音）

2002年
- 戰鬥妖精雪風（琳·傑克遜[64]）

2005年
- 萬花筒之星 Legend of phoenix ～蕾拉·漢米爾頓物語～（蘿拉·漢米頓）

2007年
- 銀河鐵道物語 ～被時間遺忘的行星～（梅德爾）

2008年
- 柳瀨嵩童話劇場 雪山救助犬和旅行者 安妮和科拉（日语：やなせたかしメルヘン劇場）（安妮）

### 外語配音

#### 演員
安-瑪格麗特
- 午夜槍聲（英语：Once a Thief (1965 film)）（1971年，克里斯汀·佩達克）※NET版。
- 辛辛那提小子（英语：The Cincinnati Kid）（1973年，梅爾巴）※NET版。
- 列車大盜（英语：The Train Robbers）（1979年，莉莉·洛）※朝日電視台版。

奧黛麗·赫本
- 恩怨情天（英语：The Unforgiven (1960 film)）（1968年，雷切爾·扎卡里）※NET版。
- 龍鳳配（1969年，薩布麗娜·費爾柴爾德）※東京12頻道版。
- 雙姝怨（1969年，凱倫·懷特）※NET版。
- 黃昏之戀（1970年，阿莉安妮·查瓦斯）※NET舊錄製版。
- 謎中謎（1972年，瑞姬·藍伯特）※富士電視台版。
- 巴黎假期（英语：Paris When It Sizzles）（1972年，加布里埃·辛普森／嘉比）※東京12頻道版。
- 羅馬假期（1972年，安妮公主）※富士電視台版。
- 戰爭與和平（1972年，娜塔莎·羅斯托娃）※富士電視台版。
- 黃昏之戀（1973年，阿莉安妮·查瓦斯）※NET新錄製版。
- 修女傳（1974年，路加修女／加布里埃爾·范德瑪）※NET版。
- 偷龍轉鳳（英语：How to Steal a Million）（1975年，妮可·貝內特）※富士電視台版。
- 儷人行（1975年，喬安娜·華萊士）※富士電視台版。
- 盲女驚魂記（1975年，蘇茜·亨德里克斯）※NET版。
- 第凡內早餐（1978年，荷莉·葛萊特利）※富士電視台版。
- 窈窕淑女（1978年，伊萊莎·多莉特（英语：Eliza Doolittle））※朝日電視台版。
- 羅馬假期（1979年，安妮公主）※朝日電視台版。
- 羅賓漢與瑪麗安（英语：Robin and Marian）（1980年，瑪莉安／珍妮特修女）※朝日電視台版。
- 戰爭與和平（1980年，娜塔莎·羅斯托娃）※朝日電視台版。
- 朱門血痕（英语：Bloodline (1979 film)）（1983年，伊莉莎白·羅菲）※朝日電視台版。
- 窈窕淑女（1983年，伊萊莎·多莉特）※TBS版。
- 謎中謎（1985年，瑞姬·藍伯特）※朝日電視台版。
- 窈窕淑女（不明，伊萊莎·多莉特[65]）※機內上映版。
- 巴黎假期（1993年，加布里埃·辛普森／嘉比）※富士電視台版。
- 謎中謎（1994年，瑞姬·藍伯特）※日本電視台版。
- 羅馬假期（1994年，安妮公主）※影碟版。
- 直到永遠（英语：Always (1989 film)）（1995年，哈普）※日本電視台版。
- 第凡內早餐（1995年，荷莉·葛萊特利）※日本電視台版。
- 龍鳳配（1997年，薩布麗娜·費爾柴爾德）※影碟版。
- 第凡內早餐を（2003年，荷莉·葛萊特利）※影碟版。
- 謎中謎（2003年，瑞姬·藍伯特）※影碟版。
- 戰爭與和平（2003年，娜塔莎·羅斯托娃）※影碟版。
- 羅賓漢與瑪麗安（2004年，瑪莉安／珍妮特修女）※影碟版。
- 甜姐兒（2006年，喬·斯托克頓）※影碟版。
- 黃昏之戀（2009年，阿莉安妮·查瓦斯）※影碟版。
- 直到永遠（2014年，哈普）※影碟版。
- 奧黛麗（英语：Audrey (2020 film)）（2022年，本人[66]）

克萊兒·布魯
- 卡拉馬佐夫兄弟（英语：The Brothers Karamazov (1958 film)）（1972年，卡佳）※東京12頻道版。
- 暴行（英语：The Outrage）（1972年，妮娜·韋克菲爾德）※東京12頻道版。

伊莉莎白·泰勒
- 朱門巧婦（1971年，瑪格麗特·“貓瑪吉”·波利特）※東京12頻道版。
- 狂想曲（英语：Rhapsody (film)）（1972年，路易絲·杜蘭特）※東京12頻道版。

費·唐娜薇
- 火燒摩天樓（1989年，蘇珊·富蘭克林）※TBS版。
- 天羅地網（2003年，精神科醫師）※富士電視台版。

法蘭西絲·李·麥肯
- 小精靈（1990年，琳·佩爾澤）※影碟版。
- 小精靈（1992年，琳·佩爾澤）※朝日電視台版。

凱兒·韓妮卡
- 醜聞喋血（英语：Marlowe (1969 film)）（1974年，梅維斯·沃爾德）※富士電視台版。
- 古屋傳奇（英语：The Legend of Hell House）（1977年，安·巴雷特）※富士電視台版。

潔拉汀·卓別林
- 破鏡謀殺案（英语：The Mirror Crack'd）（1983年，艾拉·齊林斯基）※TBS版。
- 侏羅紀世界：殞落國度（2018年，愛蕊絲·卡羅[67]）※劇院公映版。

珍妮·李
- 黑盾武士（英语：The Black Shield of Falworth）（1970年，安妮公主）※NET版。
- 小婦人（英语：Little Women (1949 film)）（1972年，瑪格麗特·“梅格”·馬奇）※東京12頻道版。
- 華倫王子（英语：Prince Valiant (1954 film)）（1972年，阿萊塔公主）※TBS版。

梅莉·史翠普
- 越戰獵鹿人（1984年，琳達）※富士電視台版。
- 法國中尉的女人（1984年，安娜／莎拉·伍德拉夫）※TBS版。
- 克拉瑪對克拉瑪（1985年，喬安娜·克萊默）※日本電視台版。
- 絲克伍事件（1986年，凱倫·絲克伍）※讀賣電視台版。
- 蘇菲亞的選擇（1988年，蘇菲·扎維斯托夫斯基）※日本電視台版。
- 遠離非洲（1989年，凱倫·白烈森）※日本電視台版。
- 捉神弄鬼（1993年，馬德琳·阿什頓）※影碟版。
- 驚濤駭浪（英语：The River Wild）（1995年，蓋爾·哈特曼）※影碟版。
- 生命海洋（英语：The Living Sea）（1998年，旁白[c]）
- 親情無價（2000年，凱特·古爾登）※影碟版。
- 戰略迷魂（2005年，愛蓮娜·普蘭提斯·蕭）※影碟版。
- 夜戀（英语：Evening (film)）（2008年，莉拉·維滕博恩·羅斯）※影碟版。

米琳娜·德蒙若
- 卿本佳人（英语：Be Beautiful But Shut Up）（1969年，維吉妮·杜馬耶）※東京12頻道版。
- 樓上春色（英语：Upstairs and Downstairs）（1971年，英格麗德）※TBS版。

尼科萊塔·馬基韋利
- 印第安人喬（英语：Navajo Joe）（1973年，艾絲黛拉）※NET版。
- 群山奔紅（英语：The Hills Run Red (1966 film)）（1973年，瑪麗·安）※NET版。

琵琶·羅莉
- 江湖浪子（1968年，莎拉·帕卡德）※NET版。
- 密西西比賭徒（英语：The Mississippi Gambler (1953 film)）（1973年，安琪莉可·杜羅）※富士電視台版。

蘇珊·奧利佛
- 打擊魔鬼（英语：The Man from U.N.C.L.E.）（1965年，烏蘇拉·愛麗絲·鮑德溫）※日本電視台版。
- 星際爭霸戰（1969年，維納）※日本電視台版。

#### 電影
年份不詳
- 雄鷹聚會（英语：A Gathering of Eagles）（維多利亞·考德威爾〈瑪麗·皮奇（英语：Mary Peach）〉）※電視新錄製版。
- 春江花月夜（英语：Fanny (1961 film)）（芬妮〈李絲麗·卡儂〉）
- 純真與慾望（英语：Innocence and Desire）（卡梅拉·帕特諾〈愛雲·芬芝〉）
- 良宵春暖（英语：Susan Slept Here）（蘇珊·博勒加德·蘭迪斯〈黛比·雷諾〉）
- 遙遠的國度（英语：The Far Country (film)）（蕾妮·瓦隆〈柯琳·卡爾韋（英语：Corinne Calvet）〉）※富士電視台版[69]
- 黑夜之手（英语：The Hand of Night）（瑪麗莎〈艾莉莎·古爾（英语：Aliza Gur）〉）

1963年
- 蓬車浴血戰（英语：The Last Wagon (1956 film)）（珍妮〈費莉西亞·法爾（英语：Felicia Farr）〉）※日本電視台版。

1967年
- 我的青春（英语：Marianne of My Youth）（瑪麗安娜〈瑪麗安娜·霍德（英语：Marianne Hold）〉）※富士電視台版。

1968年
- 弗蘭得狂歡節（英语：Carnival in Flanders (film)）（西斯卡〈米其林·謝瑞爾（英语：Micheline Cheirel）〉）※NHK版[70]。
- 我們不是天使（英语：We're No Angels (1955 film)）（伊莎貝爾〈格洛麗亞·塔爾博特（英语：Gloria Talbott）〉）※NHK版[71]。

1969年
- 活色生香（英语：Circle of Love (film)）（羅斯〈安娜·凱莉娜〉）※TBS版。
- 鄧寇克大撤退（英语：Weekend at Dunkirk）（珍妮〈凱瑟琳·斯巴克（英语：Catherine Spaak）〉）※TBS版。
- 豔賊（莉爾·梅因沃林〈戴安·碧嘉（英语：Diane Baker）〉）※NET版。
- 別碰錢財（英语：Touchez pas au Grisbi）（喬西〈珍妮·摩露〉）※NET版。
- 薩帕塔傳（約瑟法·薩巴達〈簡·皮特斯〉）※NET版。
- 紅女巫的覺醒（英语：Wake of the Red Witch）（特萊婭·範·施里文〈阿黛爾·瑪拉〉）※富士電視台版。

1970年
- 彗星美人（伊芙·哈林頓〈安妮·巴克斯特〉）※NET版。
- 七海英雄（英语：John Paul Jones (film)）（艾美·德泰利森〈瑪麗薩·帕萬〉）※TBS版。
- 黑色鬱金香（英语：The Black Tulip (1964 film)）（卡洛琳·“卡羅”·普朗坦〈薇娜·莉絲〉）※TBS版。
- 寶劍留痕（英语：The Mark of Zorro (1940 film)）（洛麗塔·金特羅〈琳達·達内爾〉）※NET版。
- 殭屍谷驚魂（英语：The Plague of the Zombies）（西爾維亞·福布斯〈黛安·克萊爾（英语：Diane Clare）〉）※東京12頻道版。
- 招魂夜（英语：The Reptile）（瓦萊麗·斯伯丁〈珍妮佛·丹尼爾（英语：Jennifer Daniel）〉）※NET版。

1971年
- 桃色血案（瑪麗·皮蘭特〈凱瑟琳·格蘭特（英语：Kathryn Crosby）〉）※NET版。
- 駝俠復仇記（英语：Le Bossu (1959 film)）（奧羅·德·訥韋爾〈莎賓娜·塞塞曼（英语：Sabine Sesselmann）〉）※TBS版。
- 萬花嬉春（凱西·塞爾登〈黛比·雷諾〉）※NHK版[72]
- 玻璃動物園（蘿拉〈珍·惠曼〉）※NET版。
- 軟玉溫香（英语：The Soft Skin）（妮可〈法蘭西絲·多蘿絲（英语：Françoise Dorléac）〉）※東京12頻道版。
- 復仇召喚（英语：The Vengeance of She）（卡羅爾〈奧加·紹貝羅瓦（英语：Olga Schoberová）〉）※NET版。
- 世界大戰（西爾維亞·範布倫〈安·羅賓森（英语：Ann Robinson）〉）※富士電視台版。

1972年
- 633轟炸大隊（英语：633 Squadron）（希爾德·伯格曼〈瑪麗亞·佩絲齊（英语：Maria Perschy）〉）※NET版。
- 三妻艷史（黛博拉·畢肖普〈珍妮·奇蓮〉）※NET版。
- 男人，驕傲與復仇（卡門〈蒂娜·奧蒙（英语：Tina Aumont）〉）※富士電視台版。
- 花落鶯啼春（英语：シベールの日曜日Sundays and Cybèle）（瑪德琳〈妮可·庫賽爾（英语：Nicole Courcel）〉）※NET版。
- 邊城英烈傳（英语：The Alamo (1960 film)）（弗拉卡〈琳達·克里斯塔爾〉）※NET版。
- 危急時刻（英语：The Desperate Hours (1955 film)）（辛蒂·希利亞德〈瑪麗·墨菲（英语：Mary Murphy (actress)）〉）※富士電視台版。
- 蛋與我（英语：The Egg and I (film)）（貝蒂·麥克唐納（英语：Betty MacDonald）〈克勞黛·考爾白〉）※富士電視台版。
- 納瓦隆大炮（安娜〈吉亞·史卡拉（英语：Gia Scala）〉）※NET版。
- 俏女懷春（英语：The Moon Is Blue (film)）（辛西亞·史萊特〈多恩·亞當姆斯（英语：Dawn Addams）〉）※東京12頻道版。
- 卡士達將軍傳奇（英语：They Died with Their Boots On）（伊莉莎白·培根·卡斯特（英语：Elizabeth Bacon Custer）〈奧莉薇亞·德·哈維蘭〉）※NET版。

1973年
- 坦克大決戰（路易絲〈皮耶爾·安傑利（英语：Pier Angeli）〉）※NET版。
- 日正當中（艾米·福勒·凱恩〈葛莉絲·凱莉〉）※富士電視台版。
- 天雷箭（英语：O.K. Connery）（瑪雅·拉菲斯〈丹妮拉·碧安琪〉）※NET版。
- 將軍之夜（烏爾里克·馮·塞德利茨-加布勒〈裘安娜·派蒂（英语：Joanna Pettet）〉）※NET版。

1974年
- 霹靂神風（英语：Grand Prix (1966 film)）（帕特·斯托達德〈傑茜卡·沃爾特〉）※東京12頻道版。
- 天降財神（英语：Money from Home）（菲利斯·利〈瑪吉·米勒（英语：Marjie Millar）〉）※富士電視台版。
- 路客大戰神槍手（英语：One More Train to Rob）（凱蒂〈黛安娜·穆達爾（英语：Diana Muldaur）〉）※富士電視台版[73]

1975年
- 約翰尼小子之怒（英语：Fury of Johnny Kid）（茱麗葉塔·坎波斯〈克里斯蒂娜·蓋波（英语：Cristina Galbó）〉）※富士電視台版。
- 神鷹敢死隊（英语：Mosquito Squadron）（貝絲·史考特〈蘇珊·妮芙（英语：Suzanne Neve） 〉）※TBS版
- 雷克軍曹（英语：Sergeant Rutledge）（瑪麗·比徹〈康斯坦絲·陶爾斯（英语：Constance Towers）〉）※NET版。
- 飛碟徵空（英语：This Island Earth）（露絲·亞當斯博士〈費斯·多梅爾格（英语：Faith Domergue）〉）※富士電視台版。

1976年
- 瘋狂尋樂（英语：Detective Belli）（珊迪·布朗森〈德麗婭·布卡爾鐸（英语：Delia Boccardo）〉）※NET版。
- 往事如煙（英语：Summer of '42）（多蘿西〈珍妮佛·歐尼爾（英语：Jennifer O'Neill）〉）※NET版。

1977年
- 國際機場1975（英语：Airport 1975）（露絲修女〈海倫·瑞迪〉）※富士電視台版。
- 骷髏13：九龍之首（日语：ゴルゴ13 九竜の首）（江蘭〈孫泳恩〉）※劇院公映版。
- 青澀體驗（英语：Malicious (1973 film)）（安琪拉〈蘿拉·安東妮莉（英语：Laura Antonelli）〉）※富士電視台版。

1978年
- 煤氣燈下（保拉·阿爾奎斯特·安東〈英格麗·褒曼〉）※東京12頻道版。
- 豔陽光（英语：La Piscine (film)）（瑪麗安〈羅美·雪妮黛〉）※朝日電視台版。
- 午後七點零七分（瓦萊麗〈凱茜·羅西爾（英语：Cathy Rosier）〉）※東京12頻道版。
- 情人與親眷（英语：Lovers and Other Relatives）（蘿拉〈蘿拉·安東妮莉（英语：Laura Antonelli）〉）※富士電視台版。
- 無人奔跑（英语：Nobody Runs Forever）（麗莎·普雷托利斯〈卡蜜拉·斯帕爾夫（英语：Camilla Sparv）〉）※朝日電視台版。

1979年
- 荒野家族歷險記（英语：The Adventures of the Wilderness Family）（派特·羅賓遜〈蘇珊·達曼特（英语：Susan Damante）〉）※朝日電視台版。

1983年
- 玉女情懷（英语：International Velvet (film)）（費爾維·布朗〈娜內·特紐曼（英语：Nanette Newman）〉）※朝日電視台版。

1984年
- 再一次接觸（弗朗索瓦絲·貝雷頓〈布麗吉特·佛西（英语：Brigitte Fossey）〉）※富士電視台版。

1986年
- 漢諾瓦街（英语：Hanover Street (film)）（瑪格麗特·塞林格〈萊斯利-安·唐恩（英语：Lesley-Anne Down）〉）※朝日電視台版。
- 你好，多莉！（英语：Hello, Dolly! (film)）（多莉·萊維（英语：Dolly Gallagher Levi）〈芭芭拉·史翠珊〉）※LD版。

1989年
- 愛到最高點（英语：Everybody's All-American (film)）（巴布斯·羅傑斯·格雷〈潔西卡·蘭芝〉）※影碟版。
- 怒海狂煙（英语：Oceans of Fire）（海倫·凱格〈辛西婭·賽克斯·約克因（英语：Cynthia Sikes Yorkin）〉）※富士電視台版。
- 酸甜苦辣母女會（英语：Only When I Laugh (film)）（托比·蘭道〈瓊·哈克特〉）※朝日電視台版。
- 重振雄風（英语：Stealing Home）（金妮·懷亞特〈布萊兒·布朗（英语：Blair Brown）〉）※影碟版。

1990年
- 巴黎來的私生子（英语：Man, Woman and Child (film)）（希拉·貝克威斯〈布萊絲·丹娜〉）※朝日電視台版。
- 原野奇俠（瑪麗安·史塔瑞〈珍·亞瑟〉）※東京電視台版。
- 紫屋魔戀（英语：The Witches of Eastwick (film)）（亞歷珊卓·梅德福〈雪兒〉）※TBS版。

1993年
- 回到未來III（克拉拉·克萊頓〈瑪麗·史汀柏格〉）※朝日電視台版。
- 此情可問天（瑪格麗特·施萊格爾〈艾瑪·湯普遜〉）※影碟版。

1994年
- 囍宴（高偉同的母親〈歸亞蕾〉）

2002年
- 艾蜜莉的異想世界（瑪德蓮·華勒斯〈友蘭達·夢露〉）※影碟版。
- 這個幸運的城市（英格麗德·巴斯特〈薇吉妮亞·麥德森〉）※NHK版[74]

2004年
- 天降奇兵（旁白）※影碟版。

2005年
- 十面埋伏（頭目）※朝日電視台版。
- 加爾各答的特蕾莎修女（英语：Mother Teresa of Calcutta (film)）（特蕾莎修女〈奧莉薇亞·荷西〉）※影碟版。
- 超世紀戰警（艾倫〈茱蒂·丹契〉）※影碟版。

2006年
- 星際大奇航（深思〈海倫·米蘭〉）※影碟版。

2010年
- 降世神通：最後的氣宗（凱塔拉的祖母〈凱瑟琳·霍頓（英语：Katharine Houghton）〉）※影碟版。

2013年
- 遺落戰境（莎莉〈梅莉莎·李歐〉[75]）※影碟版。

2018年
- 生生世世只愛你（英语：Irreplaceable You）（艾絲黛兒〈賈姬·威佛〉）

#### 電視影集
播出日期未知
- Le château des oliviers（艾斯特爾·拉博里〈布麗吉特·佛西（英语：Brigitte Fossey）〉）
- 阿加莎·克里斯蒂懸疑劇場（日语：アガサ・クリスティー・アワー）「木蘭花」（西奧·達雷爾〈西倫·麥登（英语：Ciaran Madden）〉）
- 打擊魔鬼（英语：The Man from U.N.C.L.E.）（吉爾、莉莎、瑪拉、沃克）

1960年
- 我的朋友弗利卡（英语：My Friend Flicka (TV series)）（1960年—1961年，奈爾·麥克勞克林）※富士電視台版。

1962年
- 玉女神駒（英语：National Velvet (TV series)）（薇爾薇特·布朗〈洛瑞·馬丁（英语：Lori Martin）〉）※NHK版。

1963年
- 露西劇場（英语：The Lucy Show）（1963年—1965年，克里斯·卡邁克爾〈坎蒂·摩爾（英语：Candy Moore）〉）※TBS版。

1966年
- 法網恢恢（艾拉·勞倫斯〈邦妮·比徹（英语：Bonnie Beecher）〉）※TBS版。
- 打擊魔鬼（英语：The Man from U.N.C.L.E.）（迪爾德麗·普爾巴尼〈卡瑪拉·德維（英语：Kamala Devi）〉）※日本電視台版。
- 外星界限（英语：The Outer Limits (1963 TV series)）（妮娜·林克〈瑪麗安娜·希爾（英语：Marianna Hill）〉）※日本電視台版。

1967年
- 法網恢恢（安潔莉卡修女〈安朵涅特·鮑爾（英语：Antoinette Bower）〉）※TBS版。

1968年
- 藍冠（英语：Coronet Blue）（伊娃·盧·施普林格〈勞拉·戴文（英语：Laura Devon）〉）※NHK版。
- 賈德律師（英语：Judd, for the Defense）（露絲·梅西〈瓊·哈克特〉）※NHK版。
- 神勇鬥士（英语：The Champions）（莎朗·麥克格雷迪〈亞歷山德拉·巴斯蒂杜〉）※富士電視台版。

1969年
- 星際爭霸戰（瑪格達〈蘇珊·登堡（英语：Susan Denberg）〉）※日本電視台版。

1970年
- 秘密指令（英语：Department S (TV series)）（蘇珊·劉易士〈吉娜·沃威克〉）※日本電視台版。
- 怪案奇探（英语：Strange Report）（澤巴·哈米德〈齊納·默頓（英语：Zienia Merton）〉）※NHK版。
- 星際戰爭（1970年—1971年，瓊安·賀林頓少尉〈安東妮亞·艾里斯〉）※日本電視台版。

1971年
- 維爾比醫生（英语：Marcus Welby, M.D.）（佐伊·尤金尼德茲〈琳達·馬胥（英语：Linda Marsh）〉）※NHK版。
- 虎膽妙算（達納·蘭伯特〈萊斯莉·安·沃倫 〉）※富士電視台版。

1972年
- 星際爭霸戰（珍妮特·華萊士〈莎拉·馬歇爾〉）※富士電視台版。

1973年
- 神探可倫坡（萊諾拉·肯尼卡特〈帕特·克勞利（英语：Pat Crowley）〉）※NHK版。
- 星際爭霸戰（納蒂拉〈凱瑟琳·伍德維爾（英语：Katherine Woodville (actress)）〉）※富士電視台版。
- 保護者（英语：The Protectors） ※日本電視台版。

1974年
- 星際爭霸戰（雷納〈路易斯·索萊爾（英语：Louise Sorel）〉）※富士電視台版。

1975年
- 聯邦調查局（英语：The F.B.I. (TV series)）（帕特·德里斯科爾〈瑪麗·法蘭（英语：Mary Frann）〉）※TBS版。

1976年
- 兩對鴛鴦（英语：Bob & Carol & Ted & Alice (TV series)）（卡羅爾·桑德斯〈安妮·亞契〉）※日本電視台版。

1986年
- 邁阿密風雲 ※東京電視台版。

1987年
- 霹靂遊俠（萊拉·卡隆·卡蘭〈萊斯利·溫（英语：Leslie Wing）〉、勞里·溫賴特〈麗諾·卡斯多夫（英语：Lenore Kasdorf）〉）※朝日電視台版。
- 邁阿密風雲（安潔莉娜·梅德拉〈法尼·拿坡里〉）※東京電視台版。

1988年
- 女作家與謀殺案（英语：Murder, She Wrote）（瑪姬·厄爾〈瑪麗蓮·哈賽特（英语：Marilyn Hassett）〉）※NHK版。

1990年
- 白羅神探（耶德利夫人〈卡羅琳·古多爾（英语：Caroline Goodall）〉）※NHK版。

1991年
- 白羅神探（卡特里娜·拉格〈凱瑟琳·羅素（英语：Catherine Russell (British actress)）〉）※NHK版。

1993年
- 福爾摩斯探案（戴安娜·斯溫斯特德〈諾瑪·韋斯特（英语：Norma West）〉）※NHK版[76]。

1996年
- 通往埃文利之路（英语：Road to Avonlea）（伊麗莎·派克〈珍妮特-萊茵·格林（英语：Janet-Laine Green）〉）※NHK版。

2001年
- 艾莉的異想世界（露西·泰勒〈安妮·阿伯特〉）※NHK版。

2005年
- 神經妙探（艾碧葛·卡萊爾〈布魯克·亞當斯（英语：Brooke Adams (actress)）〉）※NHK版。

2012年
- 歡樂合唱團（派蒂·路朋[d]）※NHK版。
- 女王（英语：The Queen (British TV serial)）（伊莉莎白女王〈蘇珊·詹姆森（英语：Susan Jameson）〉）※NHK版。

2017年
- 福爾摩斯與華生（卓婭·哈希米〈羅瑪·丘加尼〉）

#### 動畫
1961年
- 拉夫和萊迪（英语：The Ruff and Reddy Show）（1961年—1962年，拉夫）※富士電視台版。

1982年
- 夏綠蒂的網（夏綠蒂〈黛比·雷諾〉）※LD版。

1990年
- 星際大戰：DROID的大冒險（蒂格·弗洛姆）※VHS版。

1997年
- 大力士（赫拉〈薩曼莎·艾加〉）

### 遊戲
1992年
- 天外魔境II 卍MARU（瑪麗）

1997年
- DESIRE（日语：DESIRE (ゲーム)）（瑪蒂娜·T·史特拉德維奇）

1998年
- 櫻花大戰2 ～願君平安～（真宮寺若菜）
- 露娜2 永恆之藍（露娜）

2000年
- EVE ZERO（日语：EVE ZERO）（冰室子）

2001年
- EVE The Fatal Attraction（日语：EVE The Fatal Attraction）（冰室子）
- 松本零士999 ～Story of Galaxy Express 999～（日语：松本零士999 〜Story of Galaxy Express 999〜）（梅德爾）

2006年
- 全民網球（日语：みんなのテニス）（蘿拉）

2007年
- 核心危機 最終幻想VII（吉莉安·修雷）
- 龍影咒（開場的旁白）

2008年
- 最終幻想 紛爭（黑暗之雲）

2009年
- 最終幻想 UNIVERSAL TUNING（黑暗之雲〈日本語版戰鬥聲音〉）

2010年
- 銀河鐵道999DS（梅德爾）
- 王國之心 夢中降生（凱莉的奶奶）

2011年
- 最終幻想 紛爭012（黑暗之雲）
- 最終幻想 零式（院生局局長）

2013年
- 最終幻想XIV：重生之境（海德林）

2016年
- 最終幻想世界（利維坦）

2017年
- 蒼藍革命之女武神（里歇爾·勞德魯普[77]）

2018年　
- 最終幻想 紛爭NT（黑暗之雲[78]）

### 紀錄片
- 珍·古德（英语：Jane (2017 film)）（珍·古德） 國家地理頻道
- 珍·古德: 搶救天堂（珍·古德） 國家地理頻道

### 旁白
- 藝術基因Z（日本電視台）
- 你真的知道嗎?!（日语：知ってるつもり?!）（日本電視台）
- 不可能的∞世界（日语：ありえへん∞世界）（東京電視台）[e]
- 歡迎回來，隼（Pony Canyon）—飾 隼
- 競輪專門CS放送「SPEED頻道（日语：SPEEDチャンネル）」節目「旅遊、競輪賽指南」
- 趣味Do樂（日语：趣味Do楽）（NHK教育）
- 仁義換金（日语：仁義換金）（東京電視台）
- 到世界秘境尋找日本食堂（日语：世界の秘境で大発見!日本食堂）（東京電視台）
- 千葉見聞錄（日语：ちば見聞録） 傳承房總的發酵文化（千葉電視台）
- 東京REMIX族（日语：東京REMIX族）（J-WAVE）[f]
- 只有日本人不知道！世界神祕冒險（TBS）
- Haromoni@（東京電視台）
- 閑走塔摩利（NHK綜合）
- 出川哲朗&SUMMERS三村 天兵大叔去旅行（日语：出川哲朗&さまぁ〜ず三村 ポンコツおじさん旅に出る）（東京電視台）
- 科學怪人的誘惑 科學史 黑暗事件簿（日语：フランケンシュタインの誘惑 科学史 闇の事件簿） 放射能 瑪莉喜愛的光線（2015年11月26日）
- 迷人的環遊世界鐵路之旅（日语：世界一周 魅惑の鉄道紀行）（2016年10月31日—，BS-TBS）—禮賓部（不定期）
- 迷你旅行（日语：小さな旅）（信紙朗讀，NHK綜合）
- TELEMETRY（日语：テレメンタリー）（朝日電視台）
  - 「談震源 ～78人的證詞錄音～」（2017年7月30日，廣島HOME電視台製作）
  - 「儘管如此，我們還是繼續生活 ～九州暴雨一週年～」（2018年7月22日，九州朝日放送製作）
- 京都浪漫 悠久物語（KBS京都、BS11，2018年4月8日—2022年9月11日）—初代旁白
- 關西的大發現!? 明明是○○也很厲害！（大阪電視台，2018年12月15日）
- 大和號戰艦 飛行員的戰爭終結（NHK BS，2025年8月2日）

### 電影、預告片旁白
- 風之谷（1984年，東映）
- 魔法公主（1997年，東寶）
- 梅耶林（2014年，Broadmedia Studio（日语：ブロードメディア））

### 特攝影集
- 超人力霸王系列
  - 超人力霸王物語（日语：ウルトラマン物語）（1984年，超人力霸王母親（日语：ウルトラの母）的聲音）
  - 超人力霸王梅比斯（2006年，超人力霸王母親的聲音）
  - 超人力霸王梅比斯外傳 希卡利傳奇 SAGE3（2006年，超人力霸王母親的聲音）
  - 劇場版 超人力霸王捷德：連繫起來！ 願望!!（2018年，超人力霸王母親的聲音）
- 火炎人 第8話（1973，飾 高志的母親）

### CD
- Weiß kreuz Dramatic Collection I The Holy Children（天宮薰子）
- 岸和田博士的科學的愛情（日语：岸和田博士の科学的愛情） 廣播劇CD（旁白）
- 新·春香傳 廣播劇CD（明華）
- BOX POPS（32DH-5039）[g]

### 電視劇
- 小天狗小太郎（日语：小天狗小太郎）（1960年）
- （1962年，富士電視台）
- 母親的畫像（日语：母の肖像 (円地文子)）（1965年，TBS）
- 特別機動搜査隊（日语：特別機動捜査隊）（東映／朝日電視台）
  - 第151話（1964年）—飾 白川君子
  - 第274話（1967年）—飾 橫堀
  - 第279話（1967年）—飾 桂子
  - 第296話（1967年）—飾 富美子
  - 第364話（1968年）
- 年輕的河的流動（日语：若い川の流れ#1968年版）（1968年—1969年，日本電視台）
- 兄嫁（1969年，富士電視台／NMC）—飾 水島雅江
- 右門捕物帖（日语：右門捕物帖 (1969年のテレビドラマ)） 第15話（1970年，日本電視台）
- 夕陽之舞（日语：夕陽の舞い）（1970年，富士電視台／NMC）—飾 田代夏子
- 吉基爾與海德（日语：ジキルとハイド (テレビドラマ)） 第10話（1971年製作、1973年播出，東寶／富士電視台）—飾 岩間夫人
- 女校男生 第11話（1971年，日本電視台）
- （1971年，富士電視台／NMC）—飾 奧女中·昌江
- （1971年，富士電視台／NMC）—飾 冬子
- （1971年，富士電視台）
- 週二女性系列（日语：火曜日の女シリーズ） 山峽之章（日语：山峡の章）（1972年，日本電視台）—飾 中山道子
- （1972年，富士電視台／NMC）—飾 葉子
- （1972年，富士電視台／NMC）—飾 菊江
- 龍虎群英 第248話「想要多少殺手就來吧！」（1972年，TBS／東映）
- 劍客生涯 第19話「忘卻的臉」（1973年，東寶／富士電視台）—飾 船屋的老闆娘·阿信
- 妻之告白（日语：妻は告白する）（1974年，TBS／松竹）
- 大江戶搜査網（日语：大江戸捜査網） 第13話「白色肌膚的誘惑」
- G-MEN'75（TBS／東映）
- 日本名作怪談劇場（日语：日本名作怪談劇場） 第2話「怪談 大奧（秘）不開之間」（1979年，東京12頻道）—飾 奧女中
- 大奧（2003年特別版）—旁白
- 青之炎 第4話（2014年，東京電視台）—梅德爾的聲音
- 派遣女醫X（2019年10月17日—，朝日電視台）—AI的聲音

### 電影
- 風之子（1949年，電影藝術協會）—飾 真知子
- 富士山頂（1967年，東映）—飾 野中千代子
- （2009年）—旁白

### 廣告
- 三井住友銀行 「羅馬假期」篇、「巴黎假期」篇（2005年—2006年）
- 三得利食品（日语：サントリーフーズ）
  - DAKARA（日语：DAKARA）（2006年）—梅德爾[h]
  - 三得利天然水（日语：サントリー天然水）閃閃發光 活動（2021年）—梅德爾[h]
- ANIMAX銀河鐵道999（梅德爾）
- FamilyMart ANIMAX特別抽獎銀河鐵道999—梅德爾
- 日本可口可樂 綾鷹（2011年—）—旁白
- 日本生命 未來支援 女性時代（2011年）—旁白
- Aviva（日语：アビバ） 技能UP列車（2013年）—梅德爾[h]
- 豐田汽車 企業廣告『Toyota Safety Sense 夜間篇』（2015年）—貓的聲音
- 日本經濟新聞社 日經電子版（2018年）

### 書籍
- （AND NOW之會）

### 其它
- 徹子的房間（1993年4月15日，朝日電視台）
- 千葉縣能力測驗（聆聽測驗（日语：リスニングテスト）解說）
- Mac是最好的 1998年9月號附錄 PC啟動聲、鈴聲等聲音檔案
- Let's天才兒童MAX（NHK教育）—飾
- 三井住友銀行（店內服務介紹，2006年）[i]
- 東京國立新美術館、大阪國立國際美術館「法國國立克呂尼中世美術館所藏 女士與獨角獸（英语：The Lady and the Unicorn）展」 聲音指南（解說）
- 小小旅行（日语：小さな旅）（信件朗讀，NHK綜合）
- 超人力霸王嘉年華2019 舞台現場（日语：ウルトラマンフェスティバル）（2019年，超人力霸王母親聲音）
- 「劇場版 銀河鐵道999」電影音樂會（2021年，會場廣播）[35]

## 腳註

## 外部連結
- 池田昌子｜東京俳優生活協同組合 （日語）
- 池田昌子 （页面存档备份，存于） （日語）—日本藝人名鑑（日语：日本タレント名鑑）
- （日語）—WEB THE TELEVISION（日语：ザテレビジョン）
- 池田昌子 （页面存档备份，存于） （日語）—SEIGURA web
- 池田昌子 （页面存档备份，存于） （日語）—KINENOTE
- 池田昌子 （页面存档备份，存于） （日語）—MOVIE WALKER PRESS（日语：MOVIE WALKER PRESS）
- 池田昌子 （页面存档备份，存于） （日語）—電影.com（日语：映画.com）
- 池田昌子 （页面存档备份，存于） （日語）—allcinema（日语：allcinema）
- 日本電影數據庫（JMDb）上池田昌子的資料（日語）
- Masako Ikeda - TMDb